# The Wedding-Knell
The Wedding-Knell ist eine 1835 erschienene Erzählung des amerikanischen Schriftstellers Nathaniel Hawthorne. Es liegen zwei Übersetzungen ins Deutsche vor: Die Totenhochzeit (deutsch von Franz Blei, 1922) und Die Hochzeitstotenglocke (Hannelore Neves, 1977).

## Inhalt
Die Geschichte wird von einem Ich-Erzähler eingeleitet, der angibt, die folgenden Ereignisse habe ihm seine Großmutter geschildert, die als junges Mädchen selbst dabei gewesen sei; er tritt aber nach den ersten Absätzen in den Hintergrund.
Einst bahnte sich in einer alten Kirche in New York eine denkwürdige Hochzeit an: Braut und Bräutigam waren beide 65 Jahre alt, kannten sich aber bereits seit gut 40 Jahren. In der Zwischenzeit hatte die Braut in nämlicher Kirche bereits zweimal reich geheiratet und ist nun zweifache Witwe. Der Bräutigam, ein Mr. Ellenwood, hingegen war stets Junggeselle geblieben. Er ist als verschrobener Zeitgenosse bekannt; der Erzähler merkt an, seine Schrullen hätten ihren Ursprung in „Gefühlen, die sich mangels einer besseren Nahrung stets mit sich selbst beschäftigten.“ Die Braut und ihr farbenfroh gewandetes Gefolge treffen zuerst in der Kirche ein. Sobald sie aber über die Schwelle tritt, „erdröhnte die schwere Glocke im Turm über ihr und ließ ihr tiefstes Totengeläut erdröhnen.“
Die Hochzeitsgesellschaft ist etwas verunsichert, doch die Braut schreitet weiter zum Altar, und dabei schwingt die Glocke weiter „mit derselben schmerzlichen Regelmäßigkeit, als wäre ein Leichnam auf seinem Weg zum Grabe.“ Schließlich fährt ein Leichenwagen auf den Kirchhof. Er wird von einem Trauerzug begleitet, der sich seinen Weg in die Kirche bahnt: mehrere alte und gebrechliche Paare treten hintereinander ein, ganz in Schwarz gekleidet und mit einem Ausdruck tiefster Trauer. Als sie sich nähern, erkennt die Braut „in jedem von ihnen irgendeinen Zug eines früheren Freundes, seit langem vergessen, doch jetzt zurückkehrend, wie aus ihren alten Gräbern“. Zuletzt tritt eine weitere Gestalt ein: es ist ihr Bräutigam, gewandet in sein Leichenhemd. „Komm, Braut,“ spricht er zu ihr, „der Leichenwagen steht bereit. Der Totengräber erwartet uns am Eingang der Gruft. Lass uns heiraten; und dann in unsere Särge!“ Es handelt sich aber, wie nun klar wird, keineswegs um eine Geisterprozession. Vielmehr hat der Bräutigam das Spektakel veranstaltet, den Küster bestochen und die Trauergäste bestellt, alles aus Verbitterung darüber, dass seine Jugendliebe zweimal andere ihm vorgezogen hatte: „Doch nach vierzig Jahren […] da rufst du mich zum Altar. Auf deinen Wunsch bin ich hier. Aber andere Gatten haben sich deiner Jugend gefreut, deiner Schönheit, deiner Herzenswärme, alles dessen, was man dein Leben nennen könnte. Was ist für mich noch übrig als deine Altersschwäche und dein Tod?“
Gerührt von solcher Offenheit begreift die Braut „die unerbittliche Lektion des Tages“ und spricht: „Ja! Laß uns am Tor des Grabes heiraten! Mein Leben ist in Leere und Eitelkeit dahingegangen. Aber an seinem Ende spüre ich jetzt ein wahres Gefühl. Es hat mich wieder zu dem gemacht, was ich in der Jugend war; es hat mich deiner würdig gemacht. Die Zeit zählt nicht mehr für uns beide. Lass uns für die Ewigkeit heiraten!“ Der Pfarrer vollzieht darauf die Trauung, und da „die Eheleute der Ewigkeit, kalte Hand in kalter Hand, sich zurückzogen, da übertönte die dröhnende Orgel in feierlichem Triumph die Totenglocke.“

## Werkzusammenhang
The Wedding-Knell erschien erstmals in The Token and Atlantic Souvenir für das Jahr 1836; das Titelblatt dieses Bandes zeigt das Jahr 1836, doch ist sicher, dass er schon vor Weihnachten 1835 erhältlich war. Zwischen 1831 und 1838 war der Token, eine Art literarischer Almanach, der eifrigste Abnehmer der Kurzgeschichten Hawthornes, so erschienen im Jahrgang 1836 auch The Maypole of Merry Mount sowie The Minister's Black Veil. Dass sie aus einer Feder stammten, blieb dem Publikum jedoch zunächst unbekannt, da Hawthorne seine Erzählungen zu dieser Zeit stets anonym veröffentlichte. The Wedding-Knell ist aber immerhin mit dem Hinweis versehen, die Geschichte sei vom selben Autor wie Sights from a Steeple, das in der Vorjahresausgabe erschienen war. Im Frühjahr 1837 veröffentlichte Hawthorne The Wedding-Knell dann erneut in seiner ersten und auch namentlich gezeichneten Kurzgeschichtensammlung Twice-Told Tales und gab sich so öffentlich als Verfasser dieser und anderer Geschichten zu erkennen.
Anders als bei vielen anderen Erzählungen Hawthornes aus dieser Zeit deutet bei The Wedding-Knell wenig darauf hin, dass die Geschichte ursprünglich Teil einer seiner letztlich nicht veröffentlichten Erzählzyklen war; es ist aber denkbar, dass sie zunächst für The Story-Teller (entstanden 1832–1834) vorgesehen war. Sie ist indes eine von nur vier Erzählungen Hawthornes, von denen ein Manuskript erhalten ist; es befindet sich heute im Besitz der New York Public Library. Es handelt sich dabei um das Manuskript, das Hawthorne an Samuel Griswold Goodrich, den Herausgeber des Token, sandte. Darauf findet sich auch eine editorische Notiz Goodrichs, dass diese Geschichte „nach Dantes Beatrice“ zu drucken sei; es ist also kein Zufall, dass die Geschichte im Token gleich auf einen Essay über Dantes Jugendliebe Beatrice Portinari folgt.
Zu den beiden anderen Geschichten Hawthornes, die 1836 im Token erschienen, gibt es auffällige Parallelen: In beiden wird wirkungsvoll der Kontrast zwischen dem farbenfrohen Aufzug einer Festgesellschaft und den strengen, grauen oder schwarzen Gewändern der Puritaner hervorgehoben. In The Minister's Black Veil, einem der berühmtesten Werke Hawthornes, trägt der Pfarrer Hooper stets einen schwarzen Schleier vor seinem Gesicht, was zu zahlreichen Gerüchten über schwere Sünden und heimliche Laster führt. In einer Passage scheint der Erzähler dieser Geschichte direkt Bezug auf The Wedding-Knell zu nehmen, denn als Hooper zum Entsetzen seiner Gemeinde zum ersten Mal mit seinem Schleier auftritt, ist der Anlass eine Trauung:
| |                                                                                                |
| „If ever another wedding were so dismal, it was that famous one where they tolled the wedding knell.“ | „Wenn je eine Hochzeit schauriger war, dann jene bekannte, wo man das Totenglöcklein läutete.“ |

Das Bild von einer fröhlichen Feiergesellschaft im Trauergewand scheint Hawthorne nachhaltig beschäftigt zu haben, es findet sich, wie Lea Newman zeigt, noch in zwei Einträgen in Hawthornes privaten Notizbüchern (American Notebooks). Der erste datiert auf den Herbst 1835, der andere auf den 25. Oktober 1836, beide sind also auf einen späteren Entstehungszeitpunkt als die Erzählung datiert.

## Deutungen
Die zeitgenössische Kritik nahm die Geschichte wohlwollend auf. Henry Chorley hob sie in seiner Rezension des Token im Athenaeum 1837 ebenso lobend hervor wie Edgar Allan Poe 1842 in seiner Rezension der Twice-Told Tales im Graham's Magazine. Die jüngere Literaturwissenschaft und -kritik hat die Geschichte jedoch weitgehend ignoriert. Lea Newman führt diese Miss- oder Verachtung darauf zurück, dass Hawthorne sich hier allzu reichlich aus der Requisitenkammer der Schauerliteratur bediene, was sich zudem nicht mit dem rührseligen Schluss vertrage, und bezeichnet die Geschichte auch selbst als misslungen.
Die wenigen vorliegenden Arbeiten zur Erzählung sind zumeist bloße Quellenforschungen. Offensichtlich ist der Einfluss von Bürgers Lenore (1773; „Nach Mitternacht begrabt den Leib / Mit Klang und Sang und Klage! / Jetzt führ’ ich heim mein junges Weib / Mit, mit zum Brautgelage! / Komm, Küster, hier! Komm mit dem Chor / Und gurgle mir das Brautlied vor! / Komm, Pfaff’, und sprich den Segen / Eh’ wir zu Bett uns legen!“ und so fort). Es ist aber unklar, ob Hawthorne Bürgers Ballade selbst kannte oder nur eine der zahllosen Bearbeitungen des Stoffs in der zeitgenössischen englischen und amerikanischen Schauerliteratur. John Homan glaubt zudem Verweise auf Cotton Mathers Traktat Ornaments for the Daughters of Zion (1692) auszumachen.
Ferner ist ein Einfluss von Hawthornes Erzählung auf spätere Werke behauptet worden, so auf Poes The Masque of the Red Death (1842) sowie auf Mary Wilkins Freemans Kurzgeschichte The Three Old Sisters and the Old Beau (1900).

### Ausgaben
Die Erstausgabe findet sich in:
- S. G. Goodrich (Hrsg.): The Token and Atlantic Souvenir: A Christmas and New Year's Present. Charles Bowen, Boston 1836 [recte: 1835].

In der maßgeblichen Werkausgabe, der Centenary Edition of the Works of Nathaniel Hawthorne (Ohio State University Press, Columbus OH 1962ff.), findet sich The Wedding-Knell im von Fredson Bowers und J. Donald Crowley herausgegebenen Band IX (Twice-Told Tales, 1974), S. 27–36. Einige der zahlreichen Sammelbände mit Kurzgeschichten Hawthornes enthalten die Erzählung; eine verbreitete, auf der Centenary Edition aufbauende Leseausgabe ist:
- Nathaniel Hawthorne: Tales and Sketches. Herausgegeben von Roy Harvey Pearce. Library of America, New York 1982. ISBN 1-883011-33-7

Es liegen zwei Übersetzungen ins Deutsche vor:
- Die Totenhochzeit. Deutsch von Franz Blei. In Nathaniel Hawthorne: Die Totenhochzeit. Südbayerische Verlagsanstalt, München/Pullach 1922. (Digitalisat beim Projekt Gutenberg-DE)
  - auch in: Nathaniel Hawthorne: Die Mächte des Bösen: Unheimliche Geschichten. Deutsch von Franz Blei. Deutscher Taschenbuch Verlag, München 2014, ISBN 978-3-423-14300-4.
- Die Hochzeitstotenglocke. Deutsch von Hannelore Neves. In: Nathaniel Hawthorne: Die himmlische Eisenbahn. Erzählungen, Skizzen, Vorworte, Rezensionen. Mit einem Nachwort und Anmerkungen von Hans-Joachim Lang. Winkler, München 1977, ISBN 3-538-06068-1

### Sekundärliteratur
- Walter Evans: Poe's 'The Masque of the Red Death' and Hawthorne's 'The Wedding Knell‘. In: Poe Studies/Dark Romanticism 10, 1977. S. 42–43.
- Noro Hiroshi: The Wedding Knell の<永遠>の結婚の真相 : A Study of N. Hawthorne's ‚The Wedding Knell‘. In: The Academic Reports (Faculty of Engineering, Tokyo Institute of Polytechnic) 23:2, 2000. S. 34–41. (Japanisch)
- John Homan, Jr.: Hawthorne's 'The Wedding Knell' and Cotton Mather. In: Emerson Society Quarterly 43:2, 1966. S. 66–7.
- Lea Bertani Vozar Newman: A Reader's Guide to the Short Stories of Nathaniel Hawthorne. G. K. Hall, Boston 1979.